# Diogo de Vasconcelos
Diogo de Vasconcelos is een gemeente in de Braziliaanse deelstaat Minas Gerais. De gemeente telt 4.066 inwoners (schatting 2009).

## Aangrenzende gemeenten
De gemeente grenst aan Acaiaca, Guaraciaba, Mariana en Piranga.